# ميخائيل سوندرز (عالم حاسوب)
ميخائيل سوندرز (بالإنجليزية: Michael Saunders)‏ هو عالم حاسوب أمريكي، ولد في 6 يناير 1944 في كرايستشرش في نيوزيلندا.

## وصلات خارجية
- الموقع الرسمي